# Бездомні ветерани в США
Бездомні ветерани — це особи, які служили в збройних силах, і які є бездомними або проживають без доступу до безпечного та належного житла.

## Пояснення
Багато з таких ветеранів страждають від посттравматичного стресового розладу, тривожного розладу, який часто виникає після надзвичайної емоційної травми, пов’язаної з загрозою життю чи здоровью або отриманою травмою. Причини бездомності включають:
- Інваліди - фізична травма або психічне захворювання
- Зловживання психоактивними речовинами – наркоманією або алкоголізмом
- Розпад сім'ї
- Безробіття і бідність
- Відсутність дешевого житла
- Державна політика

## Демографія
Безпритульність ветеранів  в США — явище не лише 21 століття; ще в епоху Реконструкції бездомні ветерани були частиною загального бездомного населення. У 1932 році бездомні ветерани входили до Бонусної армії. У 1934 році на вулицях жило чверть мільйона ветеранів. За часів адміністрації Трумена в Чикаго було сто тисяч бездомних ветеранів, і ще двадцять п'ять тисяч у Вашингтоні, округ Колумбія. У 1987 році кількість бездомних ветеранів сягала трьохсот тисяч. 
Оцінки чисельності бездомних відрізняються, оскільки цю статистику дуже важко отримати. У 2007 році в притулках для бездомних почали документувати перших ветеранів операцій «Незмінна свобода в Афганістані» та «Свобода Іраку». У 2009 році було 154 000 бездомних, з яких трохи менше половини служили в Південному В'єтнамі. Згідно з даними VA у 2011 році, ветерани становили 14% бездомних дорослих чоловіків і 2% бездомних дорослих жінок, і обидві групи були представлені в порівнянні кількості безхатченків із загальним населенням. Підрахунок у 2012 році налічував 62 619 бездомних ветеранів у Сполучених Штатах. У січні 2013 року в США було приблизно 57 849 бездомних ветеранів, або 12% бездомного населення. Трохи менше 8% становили жінки. У липні 2014 року найбільша кількість бездомних ветеранів проживала в окрузі Лос-Анджелес, де було понад 6000 бездомних ветеранів із загальної кількості у 54 000 бездомних у цьому районі. У 2015 році звіт, опублікований Міністерством житлового будівництва і міського розвитку США, налічував понад 47 000 бездомних ветеранів по всій країні, більшість з яких були білими та чоловічої статі. У 2016 році по всій країні було понад 39 000 бездомних ветеранів, що відповідає розмірам особового складу корпусу за військовою чисельністю. Станом на січень 2017 року штат Каліфорнія мав найбільшу кількість ветеранів, які залишилися без даху над головою. За оцінками, було 11 472 бездомних ветеранів.  Найбільше населення бездомних ветеранів, після Каліфорнії, у 2017 році проживало у Флориді - приблизно 2817, і в Техасі - 2200.

## Допомога
Багато програм і ресурсів було реалізовано в Сполучених Штатах, щоб допомогти бездомним ветеранам.
HUD-VASH, програма ваучерів на житло, розроблена Міністерством житлового будівництва і міського розвитку США та Управлінням у справах ветеранів, надає певну кількість субсидованих ваучерів на житло бездомним та іншим соціально вразливим ветеранам Збройних сил США.

### Історично
У 1887 році для ветеранів-інвалідів був побудований будинок ветеранів Сотелла, де проживало понад тисячу бездомних ветеранів. Інші такі будинки ветеранів війни були побудовані по всій території Сполучених Штатів, як, наприклад, у Нью-Йорку. Ці будинки стали попередниками медичних закладів у справах ветеранів.

### Фактори ризику
Згідно з дослідженням 2014 року, ветерани дещо частіше залишаються бездомними, ніж люди, які не є ветеранами; 9,7% загального населення є ветеранами, але серед бездомного населення їх частка складає 12,3%. Ці фактори ризику були виявлені за допомогою Переважних елементів звітності для систематичних оглядів і мета-аналізів (PRISMA). Це перший системний огляд, який узагальнює дослідження факторів ризику для ветеранів США, які стали бездомними. Вони оцінили тридцять одне дослідження з 1987 по 2014 рік. Факторами ризику, які є найбільш поширеними серед цієї групи населення, є розлади зловживання психоактивними речовинами та погане психічне здоров’я; наступними за поширеністю факторами є низький дохід та інші проблеми, пов’язані з доходом, відсутність підтримки з боку сім’ї та друзів або слабкі соціальні зв'язки.

### Допоміжне житло для ветеранів порівняно з не ветеранами
Потреби ветеранів і неветеранів, які залишилися бездомними, можуть відрізнятися. У 2004 році Міжвідомча рада з питань бездомності провела дослідження Спільною ініціативою з подолання хронічної бездомності (CICH). Вони використали дані з одинадцяти сайтів у Сполучених Штатах, відстежували дані протягом одного року, порівнюючи 162 хронічно бездомних ветерана з 388 хронічно бездомними неветеранами.
Обидві групи були зараховані до національної ініціативи з підтриманого житла протягом одного року, і було помічено кілька відмінностей. Перше полягало в тому, що ветерани, як правило, належали до старшої вікової групи, були в основному чоловічої статі, і частіше за статистикою закінчили середню школу. Під час перебування в житлі з підтримкою психічне здоров’я обох груп покращилося завдяки пропонованим послугам психічного лікування. Однак повідомлялося, що ветерани частіше користуються послугами амбулаторного психіатричного лікування порівняно з неветеранами. Обидві групи також поступово скоротили використання медичних послуг після того, як було отримано житло, отже, це свідчить про те, що програма є ефективною для зменшення потреб у лікуванні хронічно бездомних загалом.

### Відділ у справах ветеранів
3 листопада 2009 року міністр Сполучених Штатів Ерік К. Шінсекі виступив на Національному саміті з питань бездомних ветеранів і оголосив про свій план.
Разом із президентом Бараком Обамою Шінсекі окреслив комплексний п’ятирічний план зміцнення Департаменту у справах ветеранів і його зусиль, щоб покінчити з бездомними ветеранами. Метою було покінчити з безпритульністю ветеранів до 2015 року, але через бюджетні обмеження це перенесено на 2017 рік. План був спрямований на запобігання безпритульності та допомогу безхатченкам. План передбачає розширення психіатричного обслуговування та варіантів житла для ветеранів і співпрацюватиме з:
- Департаменти освіти, праці, охорони здоров’я та соціального забезпечення та житлово-комунального господарства
- Адміністрування малого бізнесу
- Міжвідомча рада США з питань бездомності
- Державні керівники у справах ветеранів
- Організації ветеранського обслуговування
- Національні, державні та місцеві постачальники соціальних послуг і громадські групи

Помітна роль Департаменту у справах ветеранів і його спільний підхід до соціального захисту ветеранів допомагають виокремити реакцію США на бездомність ветеранів на міжнародному рівні. У 2009 році була створена «гаряча лінія» для допомоги бездомним ветеранам. Проте станом на грудень 2014 року з 79 500 ветеранів, які звернулися до кол-центру, 27% не змогли поговорити з консультантом, а 47% направлень призвели до того, що бездомним ветеранам не надали жодних послуг підтримки.
Дослідження, опубліковане в American Journal of Addiction, показало зв'язок між психічними розладами ветеранів і зловживанням ними психоактивними речовинами. 

### Заходи щодо житла для ветеранів
Дослідження, проведене О'Коннеллом, Каспроу та Розенхеком, є вторинним аналізом даних оцінки ініціативи HUD-VASH, яка розпочалася в 1992 році для забезпечення житлом ветеранів з психічними розладами. Вони порівняли результати трьох видів взаємодії з 460 ветеранами в дев’ятнадцяти місцях країни. Їх розподілили на три групи; одній групі було надано ваучер та інтенсивна допомога, одній групі було надано лише інтенсивна допомога, а одній групі надано лише стандартне лікування. Інтенсивна допомога включала допомогу у пошуку квартири, тоді як стандартний догляд, який складався з короткострокового брокерського кейс-менеджменту, наданого працівниками організації Health Care for Freedom Veterans. Асистент з оцінювання проводив подальші інтерв’ю кожні три місяці протягом п’яти років. Завдяки цьому вони виявили, що люди в групі інтенсивної допомоги мали нижчі показники якості життя, які вимірювали в інтерв’ю Lehman Quality of Life в форматі структурованої анкети для оцінки життєвих обставин людей з важкими та стійкими психічними захворюваннями.
До прийому 43% (n=170) були бездомними від одного до шести місяців, а 27% (n=105) протягом двох років або більше. Фактори ризику є найбільшими в перші кілька місяців перебування через більш структуроване та контрольоване середовище. Заохочувалися щотижневі особисті контакти, догляд у громаді та послуги, які пропонує VA, що значно відрізняється від життя, до якого вони звикли до цієї програми. За ветеранами спостерігали протягом п’яти років, і за цей час статистика значно змінилася. 72% учасників набули житло після одного року (N=282), 60% через два (N=235), 52% через три (N=204), 47% через чотири роки (N=184) і 36% через п’ять років (N=141). Ті, хто в групі HUD-VASH має нижчий ризик повернення до бездомності протягом п’яти років, мали на 87% менший ризик порівняно з тими, хто перебував у групі інтенсивної терапії, і на 76% порівняно з тими, хто отримував стандартний догляд. Найбільшим фактором ризику повернення до бездомності є або наркотики, або посттравматичний стресовий розлад. Загалом, після п’яти років спостереження, 44% усіх учасників (N=172) повернулися до бездомності принаймні на один день після успішного надбання житла.

### Дослідження розселення ветеранів
Щоб покінчити з безпритульністю серед ветеранів, було запроваджено нові ресурси та розширення програми. Одна з цілей, поставлених Департаментом житлового будівництва та міського розвитку США у справах ветеранів (HUD-VASH), полягає в тому, щоб ветерани, які залишилися бездомними, отримали постійне житло. Щоб підтримати цю ініціативу, було запроваджено підхід «перш за все житло». Однією з цілей Housing First є швидке розміщення ветеранів прямо з вулиці на постійне місце проживання.
Підхід «Перш за все житло» полягає в тому, що HUD надає допомогу з житлом через програму ваучерів, тоді як VA забезпечує ведення справ і допоміжні послуги через свою систему охорони здоров’я. Маючи постійне житло, зменшується використання притулків, лікарень та виправних колоній. Ця програма доступна в усіх 50 штатах, окрузі Колумбія та Гуамі.
Дослідження показало, що HF має найефективнішу модель доступу до постійного житла та продемонструвала ефективність у зниженні рівня бездомності серед ветеранів. Порівняно з TAU, HF був більш успішним у швидкому переселенні ветеранів у постійне житло, процес їх переїзду тривав приблизно один місяць, тоді як підхід TAU займав близько шести місяців. Рівень утримання житла для HF становив 98% і 86% для TAU, що означає, що ті, хто використовує модель HF, з більшою ймовірністю збережуть стабільність житла.

### Благодійність
Окрім державної допомоги бездомним ветеранам допомагають і приватні благодійні організації. Вони включають надання бездомним ветеранам трейлерів для проживання, будівництво постійного житла та адвокацію прав безпритульних ветеранів шляхом реалізації політики та рекомендацій. По всій країні численні організації та агентства проводять заходи «Stand Down», де бездомним ветеранам надають предмети та послуги; перший з них відбувся в Сан-Дієго, організований ветеранами В'єтнаму, у 1988 році.
Homes For Heroes – це комерційна та некомерційна компанія США, яка надає партнерські заощадження ветеранам, які купують житло, а також пропонує грошові гранти ветеранам, іншим медичним працівникам і особам, що надають першу допомогу, купуючи житло.
Homes For Angels – це техаська програма, яка надає доступні послуги з нерухомості за зниженими цінами для ветеранів та людей, які надають перші послуги для купівлі житла для них.

## Подолання бездомності ветеранів
У листопаді 2009 року міністр у справах ветеранів (VA) Ерік К. Шінсекі поставив за мету покінчити з бездомністю ветеранів до 2017 року. Хоча не всі ветерани забезпечені житлом, поточні житлові ініціативи, такі як першочергова модель житла, забезпечують отримання житла для більшої частини ветеранів, які залишилися бездомними. У 2019 році програма HUD-VASH змогла прийняти понад 11 тисяч ветеранів. Загалом, починаючи з 2008 року, понад 114 000 ветеранів, які залишилися без даху над головою, пройшли обслуговування через програму HUD-VASH. Крім того, більше ресурсів реалізується для допомоги в лікуванні психічного здоров’я та залежності. Станом на 2019 рік понад 78 громад і цілі штати Коннектикут, Делавер і Вірджинія фактично покінчили з бездомністю серед ветеранів.

## Зовнішні посилання
- Гаряча лінія Національного колл-центру для бездомних ветеранів, Вірджинія для допомоги бездомним ветеранам
- Посібник для ветеранів, польовий посібник для бездомних ветеранів